# Pittsburg (Oklahoma)
Pittsburg és un poble dels Estats Units a l'estat d'Oklahoma. Segons el cens del 2000 tenia 280 habitants.

## Demografia
Segons el cens del 2000, Pittsburg tenia 280 habitants, 107 habitatges, i 84 famílies. La densitat de població era de 225,2 habitants per km².
Dels 107 habitatges en un 31,8% hi vivien nens de menys de 18 anys, en un 55,1% hi vivien parelles casades, en un 17,8% dones solteres, i en un 20,6% no eren unitats familiars. En el 19,6% dels habitatges hi vivien persones soles el 12,1% de les quals corresponia a persones de 65 anys o més que vivien soles. El nombre mitjà de persones vivint en cada habitatge era de 2,62 i el nombre mitjà de persones que vivien en cada família era de 2,96.
Per edats la població es repartia de la següent manera: un 25,7% tenia menys de 18 anys, un 9,6% entre 18 i 24, un 26,4% entre 25 i 44, un 23,9% de 45 a 60 i un 14,3% 65 anys o més.
L'edat mediana era de 38 anys. Per cada 100 dones de 18 o més anys hi havia 96,2 homes.
La renda mediana per habitatge era de 19.479 $ i la renda mediana per família de 22.250 $. Els homes tenien una renda mediana de 25.833 $ mentre que les dones 17.500 $. La renda per capita de la població era de 10.258 $. Entorn del 15,5% de les famílies i el 21,7% de la població estaven per davall del llindar de pobresa.

## Poblacions més properes
El següent diagrama mostra les poblacions més properes.